# Kleiner Mythen
Kleiner Mythen (Mythen menor) o Klein Mythen (Pequeño Mythen) es una montaña de los Alpes Glarus, situado cerca de la localidad de Schwyz, en Suiza.

## Situación
El Kleiner Mythen está localizado al norte del Grosser Mythen (Mythen mayor).

## Geología
Es considerado una isla tectónica o klippe, formados por materiales de un manto de cabalgamiento que han sido transportados por encima de materiales autóctonos y han sufrido un posterior proceso de erosión que lo ha aislado del resto de su manto de corrimiento.